# District des East Khasi Hills
Le district des East Khasi Hills est un des sept districts du Meghalaya.
Sa population était de 824 059 habitants en 2011. Il s'étend sur 2 752 km2.
Son chef-lieu est la ville de Shillong qui est également capitale du Meghalaya.

## Divisions administratives
- Mawphlang
- Mylliem
- Mawryngkneng
- Mawkynrew
- Khatarshnong Laitkroh
- Mawsynram
- Shella Bholaganj
- Pynursla

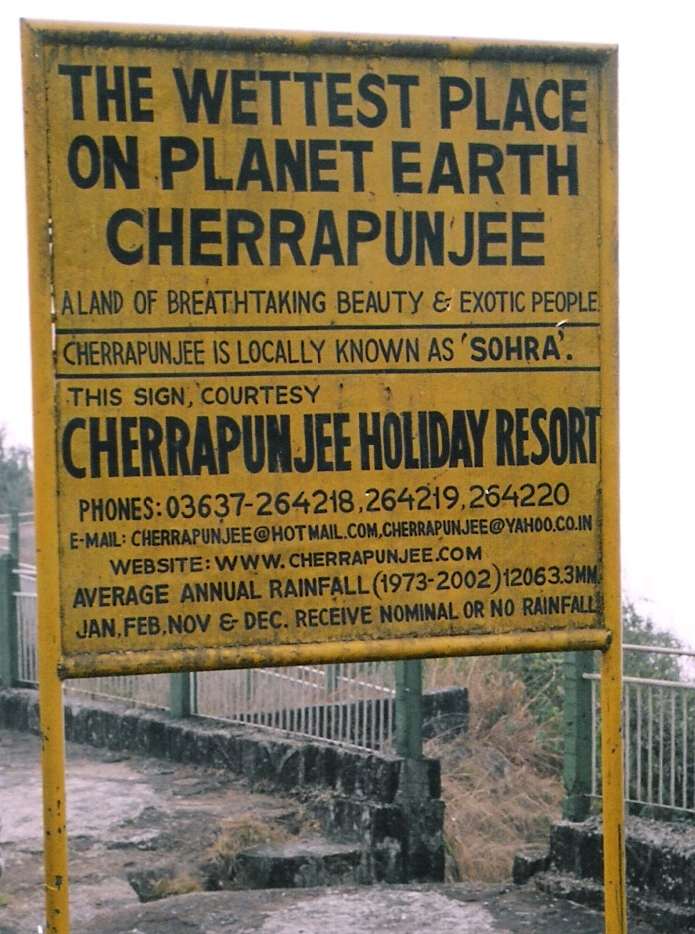
Panneau à Cherrapunji, un des lieux les plus pluvieux de la planète.
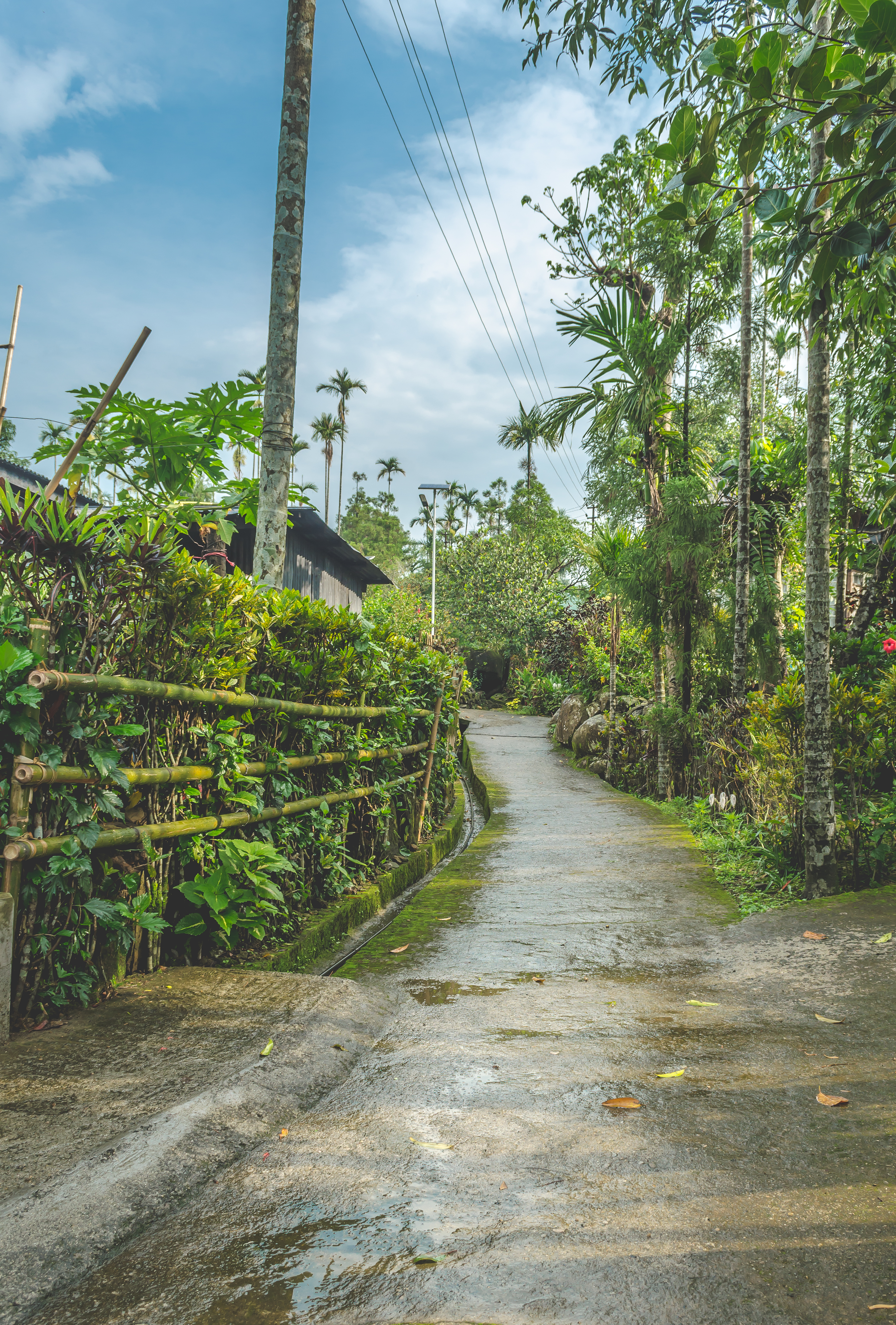
Une rue de Mawlynnong.
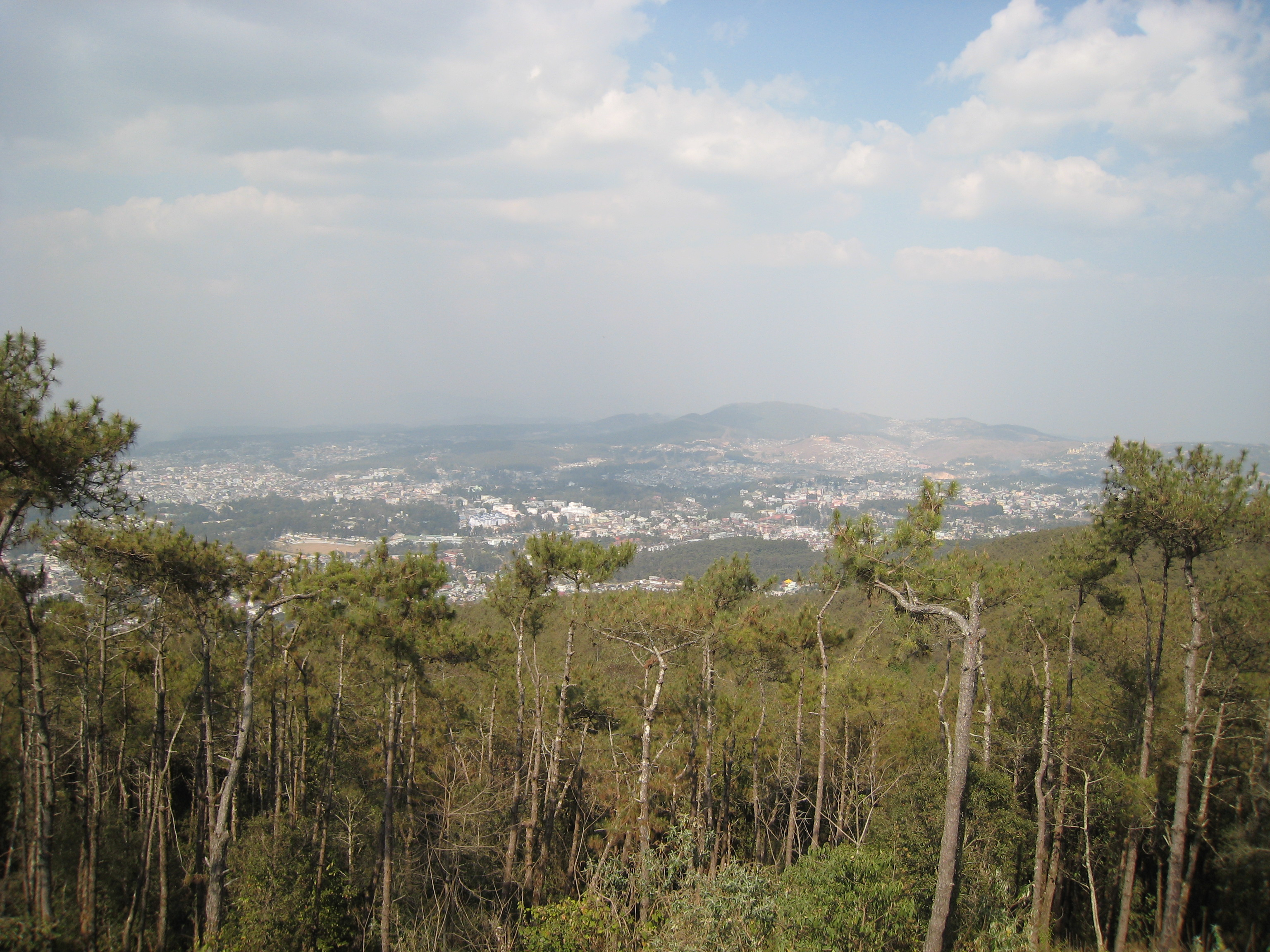
Shillong vue du pic de Shillong.